# Aleurocanthus arecae
Aleurocanthus arecae là một loài côn trùng cánh nửa trong họ Aleyrodidae, phân họ Aleyrodinae.
Aleurocanthus arecae được David & Manjunatha miêu tả khoa học đầu tiên năm 2003.